# Han Goan Lim
Han Goan Lim (Rotterdam , 27 juni 1950) is een Nederlandse beeldhouwer. Hij genoot zijn opleiding aan de Academie voor Beeldende Kunsten in Rotterdam. 
In de Nederlandse publieke ruimte zijn een aantal werken van hem terug te vinden.

## Werken (selectie)
- Bol, ufo, zeppelin (1998), Lisse
- IJskristal (1997), Rijswijk
- Het Orakel van Woerden (1992), Woerden
- Het gouden kruis (1990), Amsterdam
- -M-Monument voor een Monument (1990), Zoetermeer
- Mikado (1986), Amsterdam
- De stalen kras, Rotterdam

## Fotogalerij

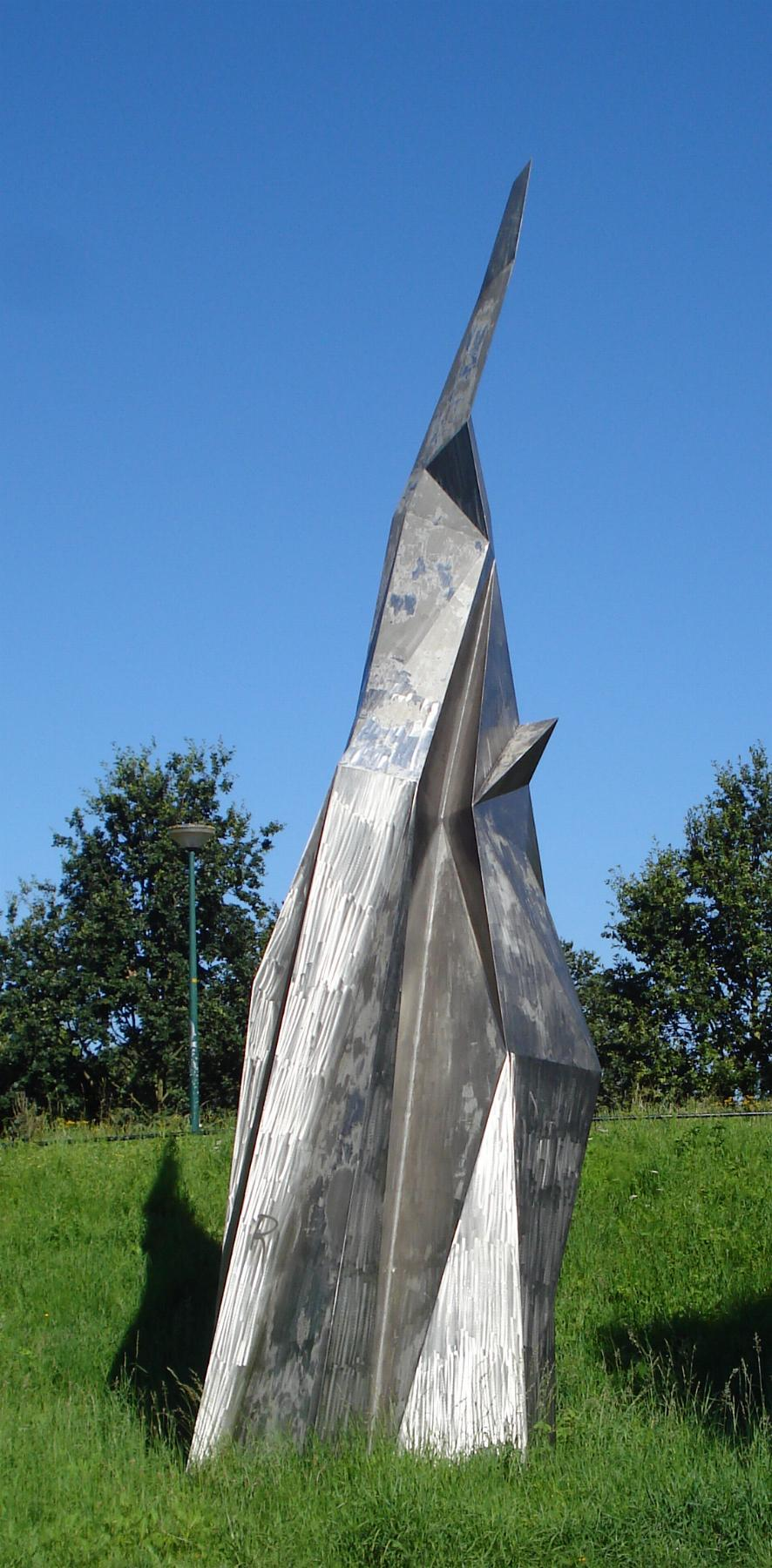
Rijswijk
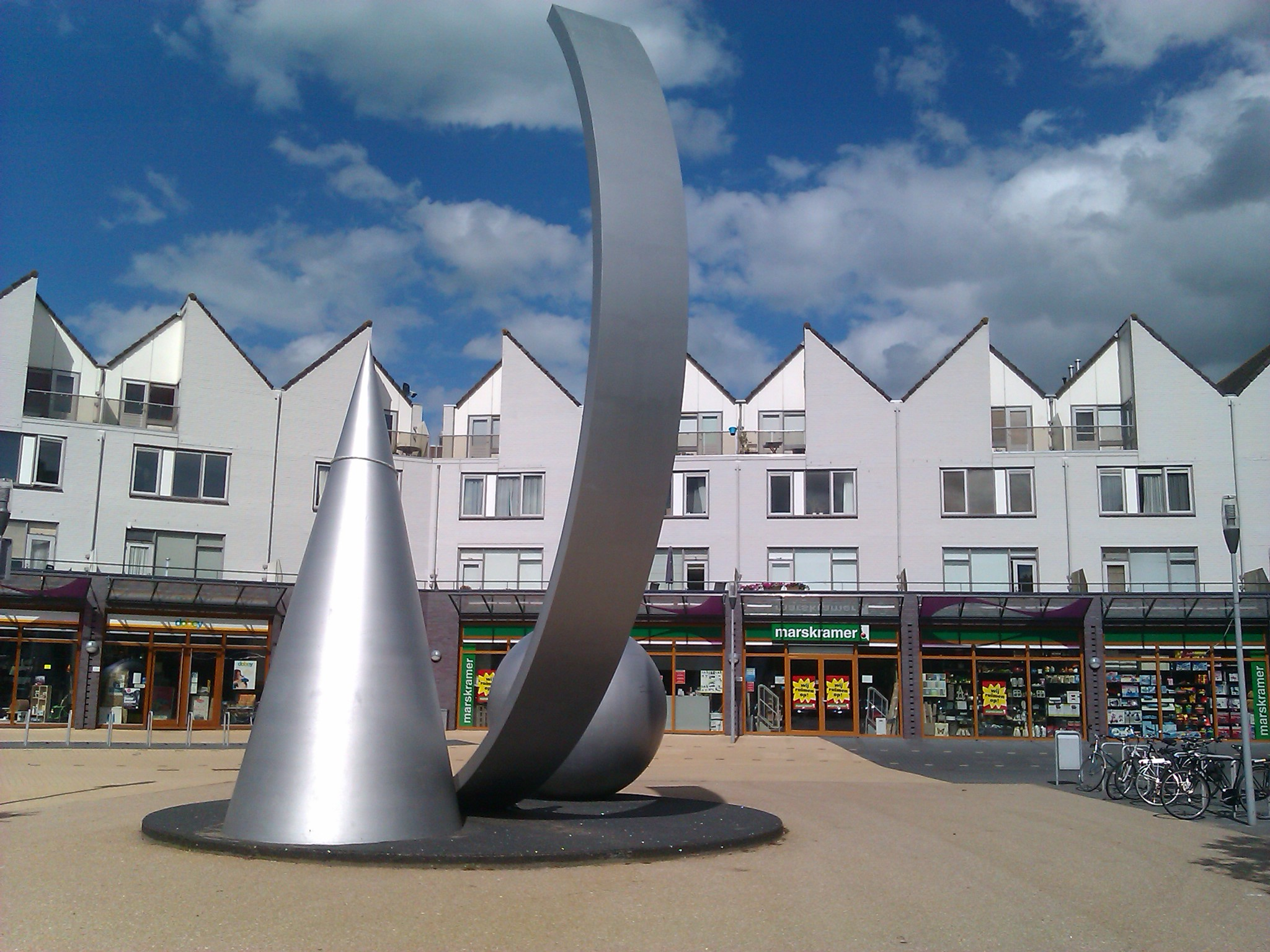
Woerden
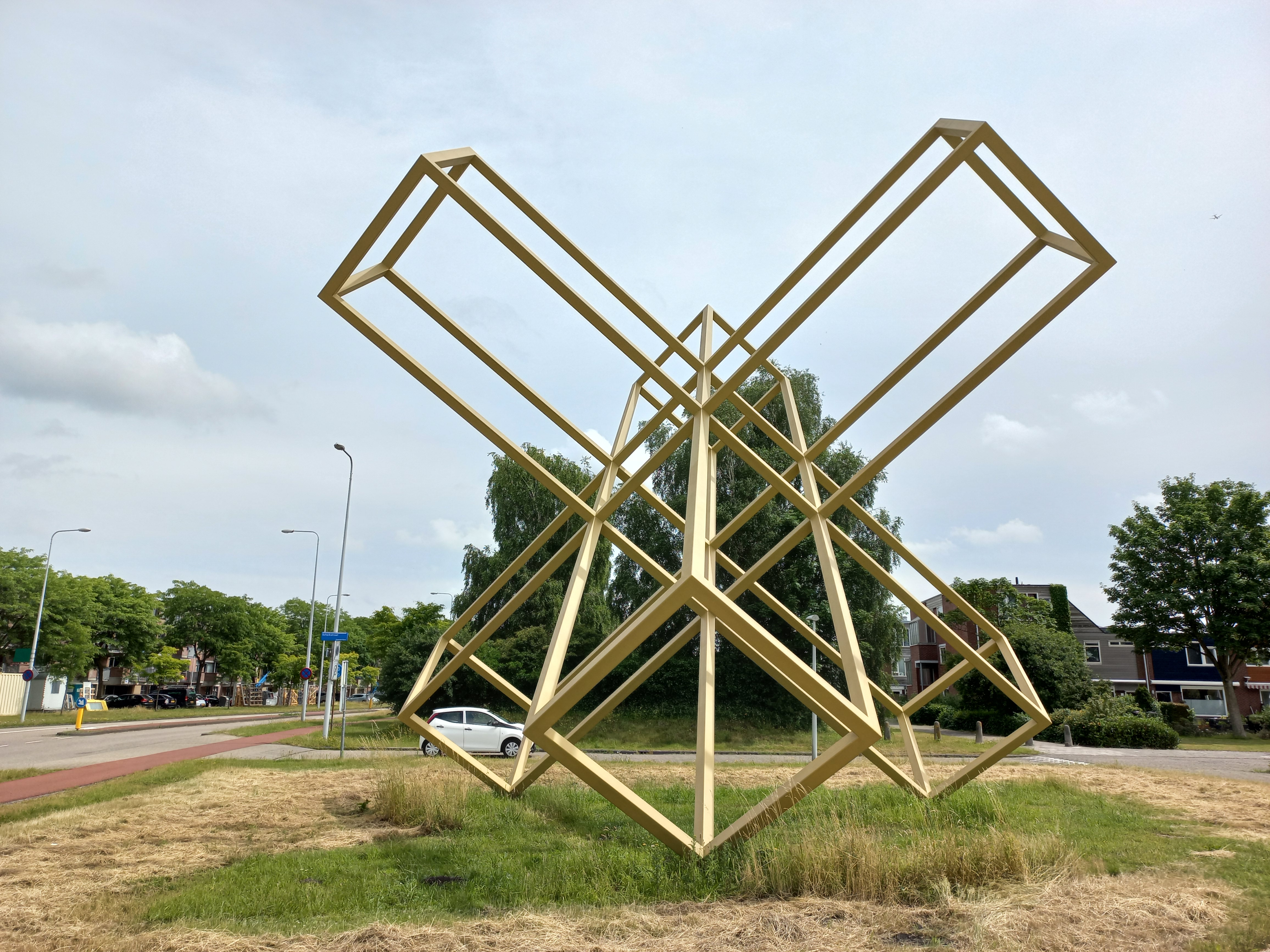
Amsterdam-Zuidoost
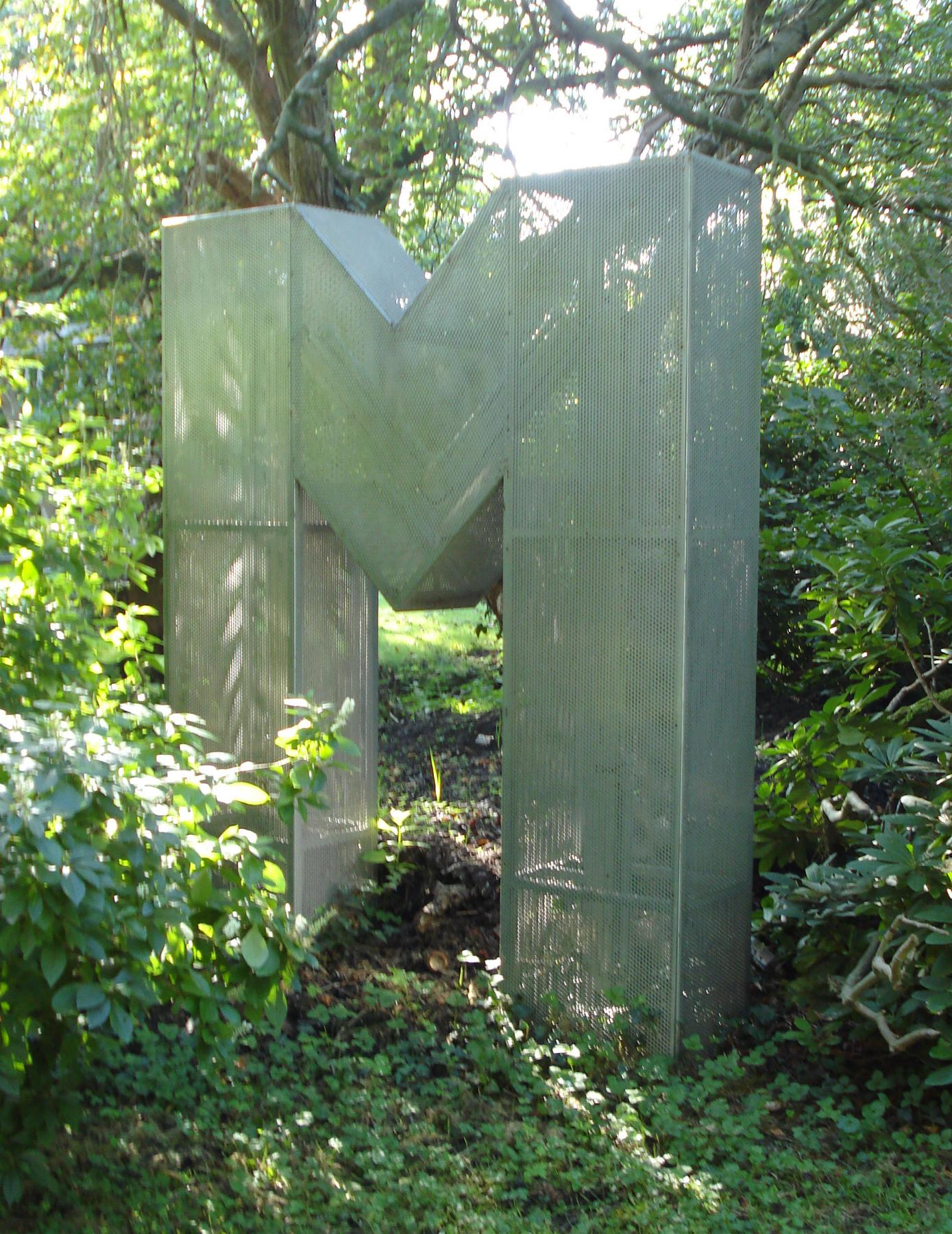
Zoetermeer
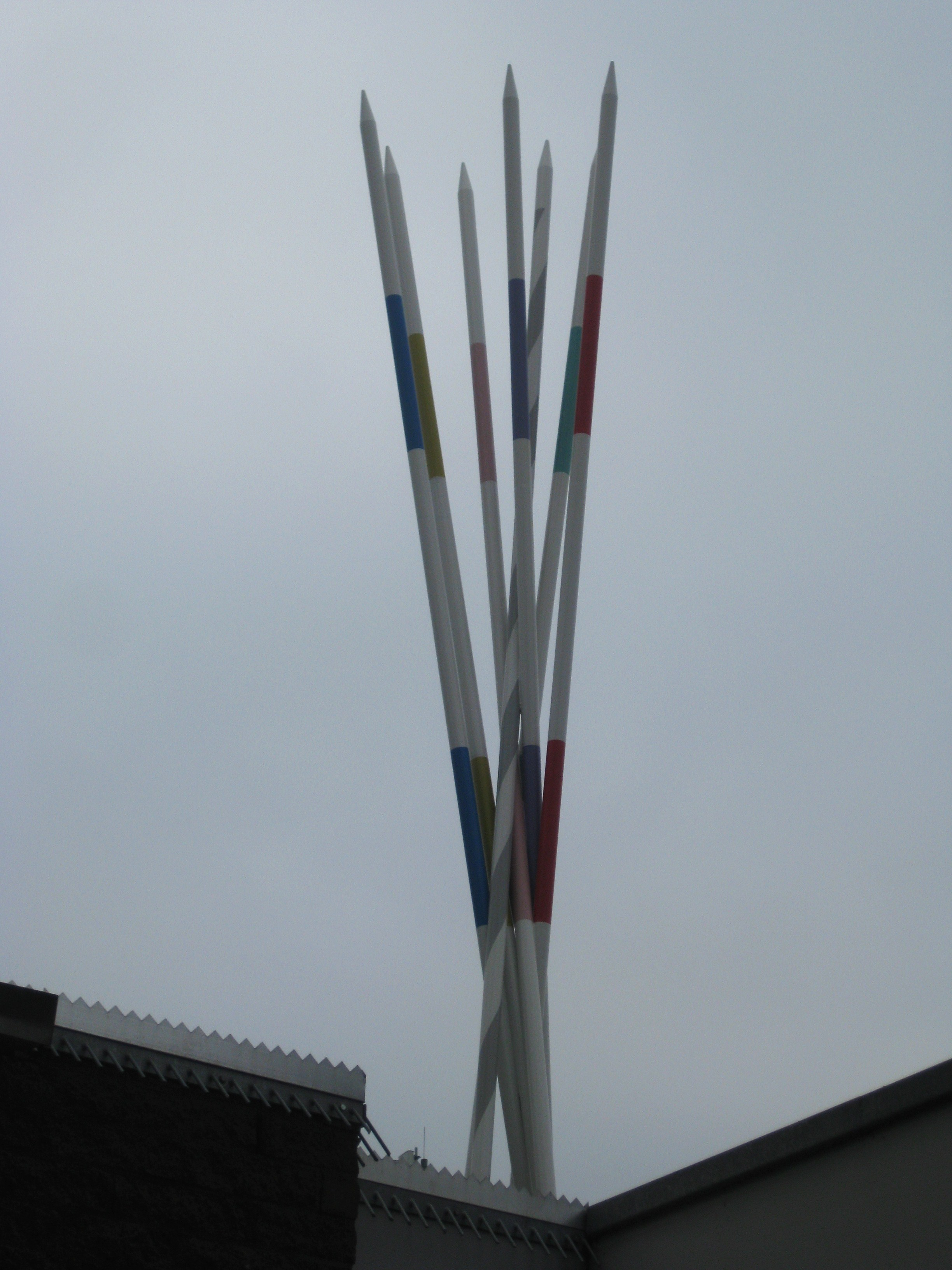
Amsterdam-Noord
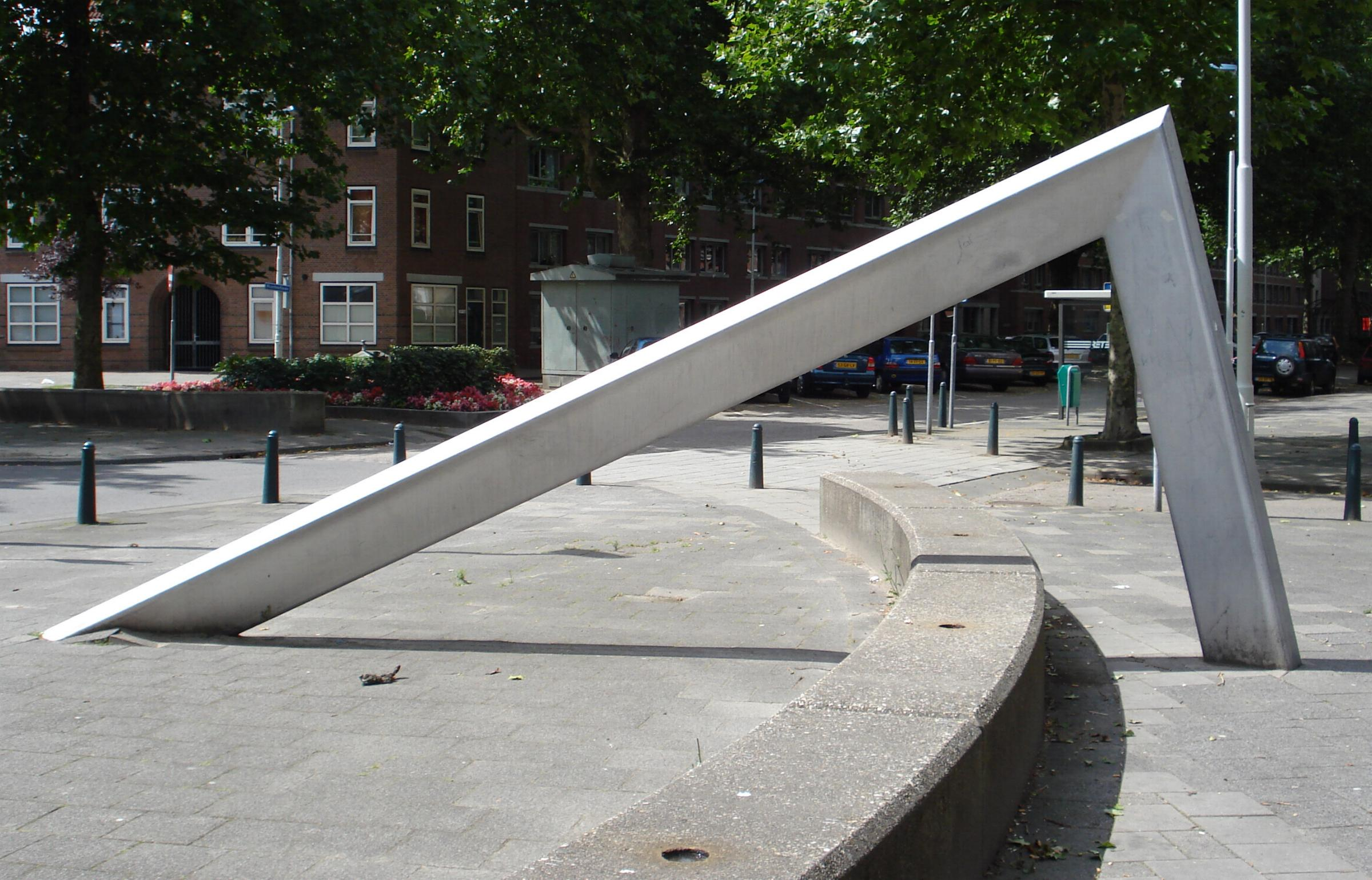
Rotterdam-Oost